# لورا هارتلی
لورا هارتلی (انگلیسی: Laura Hartley؛ زادهٔ ۳۱ ژانویهٔ ۲۰۰۱) بازیکن فوتبال اهل انگلستان است که در پست دروازه بان برای ایپسویچ تاون بازی می‌کند.